# Harmilla elegans
Harmilla elegans är en fjärilsart som beskrevs av Aurivillius 1892. Harmilla elegans ingår i släktet Harmilla och familjen praktfjärilar. Inga underarter finns listade i Catalogue of Life.